# Moacir Sopelsa
Moacir Sopelsa (Concórdia, 6 de setembro de 1946) é um agropecuarista e político brasileiro.

## Carreira
Está na vida pública desde 1982, quando foi eleito vereador de Concórdia. Em 1983 assumiu a primeira Secretaria de Agricultura da história do município, cargo em que ficou até 1989.
Foi eleito prefeito de Concórdia pelo Partido do Movimento Democrático Brasileiro (PMDB), com mandato de 1 de janeiro de 1993 a 31 de dezembro de 1996.
Em 1998, a pedido das lideranças do Alto Uruguai Catarinense, se candidatou a deputado estadual, sendo vitorioso. Foi deputado à Assembleia Legislativa de Santa Catarina na 14ª legislatura (1999 — 2003), na 15ª legislatura (2003 — 2007), na 16ª legislatura (2007 — 2011), na 17ª legislatura (2011 — 2015) e na 18ª legislatura (2015 — 2019). Nas eleições de 2018 foi reeleito deputado estadual para a 18ª legislatura (2019 — 2023).
Em 2022, foi eleito para o cargo de Presidente da Assembleia Legislativa do Estado de Santa Catarina, sendo o 85º Deputado a ocupar o cargo.
Em 03 de setembro de 2022, tomou posse como Governador do Estado de Santa Catarina de forma interina devido à licença do titular, Carlos Moises da Silva, para dedicar-se à campanha de reeleição, e da vice, Daniela Reinehr, que é candidata a Deputada Federal.